# Bitka pri Ramsour's Mill
Bitka pri Ramsourjevem mlinu se je odvila 20. junija 1780 v današnjem Lincolntonu v Severni Karolini med britanskim kampanjo za prevzem nadzora nad južnimi kolonijami v ameriški revolucionarni vojni. Število borcev na vsaki strani bitke je še vedno sporno, vendar so lojalistični pripadniki milice (mnogi med njimi so bili nemški palatinci izseljenci in naseljenci na lokalnem območju) številčno prekašali patriotsko milico in so ujeli skupino patriotov, ki so jih nameravali obesiti zjutraj 20. junija.
V enourni do dvourni bitki v meglenem jutru 20. junija ni bilo vključenih nobenih rednih vojaških sil z nobene strani in se je dobesedno bojevalo med družino, prijatelji in sosedi, pri čemer so bile muškete včasih uporabljene kot palice zaradi pomanjkanja streliva. Med bitko se je zgodilo nekaj primerov bratomora. Petra Costnerja, lojalista, je ubil njegov brat Thomas, ki je po bitki pokopal truplo svojega brata. William Simpson, patriotski izvidnik, je stekel v bitko z željo, da bi ubil svojega brata, vendar je prispel po koncu bitke. Nikoli ni našel svojega brata Reubena, ki je bil hudo, a ne smrtno ranjen in je bojišče zapustil prej. Kljub številčni manjšini je milica Patriotov premagala lojaliste.
Bitka je bila pomembna, saj je znižala moralo lojalistov na jugu in oslabila njihovo podporo Britancem.

## Vrstni red v bitki

### Domoljubi
Poveljnik: polkovnik Francis Locke
Milica Severne Karoline:
- 1. Rowan County Regiment milice Severne Karoline, ki jo vodijo polkovnik Francis Locke, major Thomas McGuire in major James Rutherford, s petnajstimi znanimi četami
- 2. Rowan County Regiment milice Severne Karoline, ki jo vodita podpolkovnik Frederick Hambright in major William Stewart, z devetimi znanimi četami
- Surry County Regiment milice Severne Karoline, ki ga vodita podpolkovnik William Shepherd (Wilkes) in major Richard Goode z dvema znanima četama
- Mecklenburg County Regiment odreda milice Severne Karoline, ki ga je vodil major Robert Wilson in major James Harris, s trinajstimi znanimi četami
- Burke County Regiment milice Severne Karoline, ki ga je vodil podpolkovnik Hugh Brevard, podpolkovnik Robert Holmes in major Joseph McDowell, z osemnajstimi znanimi četami
- Lincoln County Regiment milice Severne Karoline, ki ga je vodil podpolkovnik Robert Smith, major Francis McCorkle in major David Wilson, s sedmimi znanimi četami
- Rutherford County Regiment milice Severne Karoline s tremi znanimi četami, ki jih je vodil:
- Orange County Regiment milice Severne Karoline, ki ga je vodil major William Armstrong (ubit), ki je deloval kot stotnik nad majhno četo mož.
- Edgecombe County Regiment]] iz Halifax District Brigade milice Severne Karoline z eno znano četo

Južnokarolinska milica - Neznano število mož v naslednjih enotah:
- 2. Spartan Regiment pod vodstvom polkovnika Thomasa Brandona s tremi znanimi četami
- New Acquisition Dickson Regiment s tremi znanimi četami
- Turkey Creek Regiment z eno znano četo
- Little River Regiment z eno znano četo
- Upper Craven County Regiment z eno znano četo

## Posledice
Žrtve je bilo težko določiti, saj skoraj nihče ni nosil nobene uniforme. Ocene mrtvih na vsaki strani so bile med 50 in 70, ranjenih pa je bilo približno 100 na vsaki strani. Bitka, v kateri so bile muškete včasih uporabljene kot palice zaradi pomanjkanja streliva, se je odvijala med "sosedi, bližnjimi sorodniki in prijatelji". Po bitki je bilo veliko trupel raztresenih po hribu, veliko mrtvih pa so pokopale na hribu njihove žalujoče žene, matere in otroki.
Lojalisti so bili po bitki zaprti, njihovo premoženje pa zaseženo. Šest let po bitki je šerif poklical Abrahama Keenerja, da bi pomagal zgraditi cesto od Beatties Forda do Lincolntona kot kazen za njegovo sodelovanje v bitki. Vendar pa je po enem poročilu o posledicah bitke, ki ga je leta 1979 objavil Robert O. DeMond: "Od ujetih torijcev so bili vsi pogojno izpuščeni, razen nekaj tistih, ki so zagrešili resna plenjenja, in ti so bili nameščeni v zaporu v Salisburyju. Tisti, ki so bili pogojno izpuščeni, so bili zdaj prav tako pošteni pri spoštovanju svojega novega pakta, kot so bili prej pri spoštovanju svojega prejšnjega s kraljem. Mnogi med nami verjamemo, da je bil Abraham Keener eden od te skupine, ki je spremenil svojo zvestobo in postal zvest patriot."
Loyalist James Karr je pisal svojemu staremu prijatelju, patriotskemu generalu Griffithu Rutherfordu, s katerim je služil v vojni Cherokee leta 1776 za spravo in pomoč pri ponovni pridobitvi zaseženega premoženja in ponovni združitvi z družino. Rutherford je njegovo prošnjo zavrnil in Karru rekel: »Kar zadeva tvoje splošno vedenje kot poštenega soseda, imaš razlog misliti, da si zaslužiš mojo podporo, toda kot odkrit sovražnik moraš vedeti, da si je ne zaslužiš.«
Njihov poraz je lojaliste tako močno demoraliziral, da se na tem območju niso nikoli več organizirali. Mooru in približno 30 možem je uspelo doseči Cornwallisa v Camdenu, kjer mu je Cornwallis zagrozil z obtožbami zaradi neupoštevanja njegovih ukazov. Podpolkovnik Turnbull je pisal Charlesu Cornwallisu, da bi »če ne bi bilo šibkega neumnega Moora, ki je skupino teh ubogih nedolžnih hudičev iz Severne Karoline pripeljal v bedno situacijo, bi zdaj na tej meji živeli v popolnem miru.« Kar zadeva večino škotsko-irskih prebivalcev doline reke Catawba, je Turnbull zapisal: »Želim si, da bi lahko rekel kaj v njihovo korist. Verjamem, da so najslabše Stvarstvo – in nič jih ne bo spravilo k razumu kot Resnost.«

## Notes
1. ↑  National Archives Revolutionary War Pension and Service Records
2. 1 2 3
3. ↑  »The Battle of Ramsaur's Mill • The North Carolina Booklet 4:2 (1904)«. penelope.uchicago.edu. Pridobljeno 24. avgusta 2016.
4. ↑  Lewis, J.D. »The American Revolution in North Carolina, Ramseurs Mill«. Pridobljeno 24. marca 2019.
5. ↑  Russell, str. 154
6. ↑  »The Battle of Ramsaur's Mill • The North Carolina Booklet 4:2 (1904)«. penelope.uchicago.edu. Pridobljeno 24. avgusta 2016.
7. ↑  Oktobrski sodni sklep 1786 - Okrožje Lincoln, NC, Sodišče za pritožbe in četrtletne seje
8. ↑  DeMond, Robert (1979). The Loyalists in North Carolina During the Revolution. str. 125–127.